# 前波ヨシアキ
前波ヨシアキ（まえば よしあき、本名：前波芳明、1980年3月30日 - ）は、日本のバンドせきずいのキーボード。福井県福井市生まれ。A型、牡羊座。愛称はヨッチャキまたはヨサク。
2000年、現在のメンバーとせきずいを結成。以来、トレードマークのタンクトップ姿での硬軟織り交ぜたライブパフォーマンスを繰り広げ、せきずいの貴重なアクセントとなっている。
DVD『キラリ~to Tomorrow's you~』（2007年4月1日発売）収録の「世紀末せきずい誕生物語」ではプロデューサーを、ArtLIFE MUSEUM the NETでは作画を行い、その多彩なタレント性をうかがわせている。（なお、作画収益の一部をスターライト・チルドレンズファンデーション・ジャパンに寄贈している。）